# Communauté de communes de l'Yser
De Communauté de communes de l'Yser (lett. 'Gemeenschap van gemeenten van de IJzer') is een voormalig gemeentelijk samenwerkingsverband (intercommunalité) in het midden van de Franse Westhoek. Op 1 januari 2014 is het opgegaan in de nieuw gevormde Intercommunale Vlaamse Heuvels.
Het samenwerkingsverband bestond uit alle gemeenten in het kanton Wormhout.